# ナイトウォッチ (アルバム)
『ナイトウォッチ』（Nightwatch）は、アメリカ合衆国のシンガーソングライター、ケニー・ロギンスが1978年に発表した、ソロ名義では2作目のスタジオ・アルバム。

## 背景
「二人の誓い」はメリサ・マンチェスターとの共作で、本来はマンチェスターとのデュエット曲として企画されていたが、契約上の問題によりスティーヴィー・ニックスとのデュエットとなった。なお、この曲はマンチェスターのソロ・アルバム『メリサ・マンチェスター』（1979年）でセルフ・カヴァーされている。
「ホワット・ア・フール・ビリーヴス」は当時ドゥービー・ブラザーズのメンバーだったマイケル・マクドナルドとの共作で、本作のヴァージョンが初出に当たり、後にドゥービー・ブラザーズのヴァージョンが全米1位の大ヒットとなる。

## 反響・評価
母国アメリカのBillboard 200では7位に達し、ソロ名義では初の全米トップ10アルバムとなった。本作からのシングルは「二人の誓い」が全米5位、「イージー・ドライヴァー」が全米60位を記録。
Stephen Thomas Erlewineはオールミュージックにおいて5点満点中4点を付け「全般的に、彼のファースト・アルバムよりも焦点が絞られた作品」と評している。

## 収録曲
Side 1
1. ナイトウォッチ - "Nightwatch" (Kenny Loggins, Dan Loggins, Max Groenenthal) - 7:49
2. イージー・ドライヴァー - "Easy Driver" (David Plehn, Jerry Riopelle) - 3:34
3. ダウン・ダーティー - "Down 'N' Dirty" (K. Loggins, Eva Ein, Brian Mann) - 4:42
4. ダウン・イン・ザ・ブーンドックス - "Down in the Boondocks" (Joe South) - 4:20

Side 2
1. 二人の誓い - "Whenever I Call You "Friend"" (K. Loggins, Melissa Manchester) - 3:58
2. ウェイト・ア・リトル・ホワイル - "Wait a Little While" (K. Loggins, E. Ein) - 3:58
3. ホワット・ア・フール・ビリーヴス - "What a Fool Believes" (K. Loggins, Michael McDonald) - 3:39
4. サムバディ・ノウズ - "Somebody Knows" (K. Loggins) - 3:36
5. アンジェリーク - "Angelique" (K. Loggins, E. Ein) - 5:59

## 参加ミュージシャン
- ケニー・ロギンス - ボーカル、ギター
- スティーヴィー・ニックス - ボーカル(on #5)
- マイク・ハミルトン - ギター、バックグラウンド・ボーカル
- ブライアン・マン - キーボード
- ジョージ・ホーキンス - ベース、バックグラウンド・ボーカル
- トリス・インボーデン - ドラムス、ハーモニカ
- ヴィンス・デンハム - ホーン・セクション
- ジョン・クラーク - ホーン・セクション
- ボブ・ジェームス - ストリングス・アレンジ